# Karl-Erik Frandsen
Karl-Erik Frandsen (født 25. juni 1940, død 25. maj 2023) var docent på Saxo-instituttet, Afdelingen for Historie, Københavns Universitet. Han skrev adskillige bøger om Danmarks historie blandt andet om pest i 1700-tallet.
Han doktorafhandling fra 1983 bar titlen Vang og tægt: studier over dyrkningssystemer og agrarstrukturer i Danmarks landsbyer 1682-83.

## Forfatterskab

### Bøger
1. Karl-Erik Frandsen (1983). Vang og tægt. Studier over dyrkningssystemer og agrarstrukturer i Danmarks landsbyer 1682-83. Bygd. ISBN 87-87293-25-0.
2. Karl-Erik Frandsen (1994). Okser på vandring. Produktion og eksport af stude fra Danmark i midten af 1600-tallet. Skippershoved. ISBN 8789224051.
3. Herregården – Drift og landskab – Menneske, Samfund, Landskab, Bygninger
4. Amager
5. Benedicte Fonnesbech-Wulff, Karl-Erik Frandsen (2001). Christian 4. og 30-årskrigen – Danmarks vej fra stormagt til småstat, Gyldendal, CD-ROM. ISBN 87-605-6651-5.
6. Karl-Erik Frandsen (2004). Kampen mod pesten – Karantænestationen på Saltholm 1709 – 1711. Frydenlund. ISBN 8778871808.
7. Esben Albrectsen, Karl-Erik Frandsen, Gunner Lind (2006). Dansk udenrigspolitiks historie – Konger og krige – 700-1648. Vol. 1 (2 udgave). ISBN 8702041723.{{cite book}}:  CS1-vedligeholdelse: Flere navne: authors list (link)
8. Karl-Erik Frandsen (2010). The last Plague in the Baltic Region. Museum Tusculanum Press. ISBN 8763507706.
9. Karl-Erik Frandsen (red.): Atlas over Danmarks administrative inddeling efter 1660. I. Atlasbind (235 sider). II. Tekstbind (304 sider). Dansk Historisk Fællesforening 1984
10. Karl-Erik Frandsen: "1536-ca. 1720" (i: Claus Bjørn (red): Det danske landbrugs historie, Bind II: 1536-1810; Landbohistorisk Selskab 1988; ISBN 87-7526-074-3)

### Udvalgte artikler
1. Karl-Erik Frandsen (1977), "Udsæd og foldudbytte i det 17. århundrede", Fortid og Nutid, 27: 21-36, Wikidata  Q115511719
2. Karl-Erik Frandsen (1978). "Historisk geografi". Historisk Tidsskrift, 13. række. 5. (Webside ikke længere tilgængelig)
3. Karl-Erik Frandsen (1982). "Norges bebyggelseshistorie". Historisk Tidsskrift, 14. række. 3. Arkiveret fra originalen 14. marts 2016. Hentet 3. februar 2013.
4. Karl-Erik Frandsen (1995). "Bønderne og hæren i Danmark 1614-1662". Historisk Tidsskrift, 16. række. Bind 4: 155-173. Arkiveret fra originalen 14. marts 2016. Hentet 2. februar 2013.